# Liste de pèlerinages non chrétiens
Principaux pèlerinages non chrétiens dans le monde.

## Hindouisme
- Le Char Dham (en) / चार धाम
  - Badrinath-बद्रीनाथ, étape la plus septentrionale: Vishnou. Vallée de l'Alaknanda dans l'Himalaya (Uttarakhand).
  - Dwarka-द्वारका, étape la plus occidentale: Krishna. Presque-île de Dwarka, péninsule du Kâthiâwar (Gujarat).
  - Rameshwaram-रामेश्वरम्, étape la plus méridionale: Shiva. Île de Rameshwaram (Tamil Nadu).
  - Puri-पुरी, étape la plus orientale: Jagannath (Krishna). (Odisha).

- Le Chota Char Dham Yatra / छोटा चार धाम, le pèlerinage des sources du Gange et de ses affluents
  - Gangotrî-गंगोत्री, source du Gange
  - Yamunotri-यमुनोत्री, source de la Yamunâ
  - Kedarnath-केदारनाथ, source de la Mandakini
  - Badrinath-बद्रीनाथ, source de l'Alaknanda
- Les villes de Kumbhamelâ / कुम्भ मेला
  - Nâsik-नाशिक (Maharashtra)
  - Ujjain-उज्जैन (Madhya Pradesh)
  - Prayagraj-प्रयागराज, appelée aussi Prayâga (Uttar Pradesh)
  - Haridwâr-हरिद्वार (Uttarakhand)

- Le Jyotirlinga / ज्योतिर्लिङ्ग, pèlerinage des douze linga de Shiva :
  - Varanasi-वाराणसी (Uttar Pradesh)
  - Kedarnath-केदारनाथ (Uttarakhand)
  - Somnath-सोमनाथ (Gujarat)
  - Omkareshwar-ओंकारेश्वर (Madhya Pradesh)
  - Rameshwaram-रामेश्वरम् (Tamil Nadu)
  - Mahakaleshwar-महाकालेश्वर (Madhya Pradesh)
  - Nageshwar-नागेश्वर (Gujarat), deux autres sites situés dans les états d'Uttarakhand (Jageshwar) et du Maharashtra (Aundh) réclament être les vrais temples du jyotirlinga de Nageshwar.
  - Grishneshwar-घृष्णेश्वर (Maharashtra)
  - Bhimashankar-भीमाशंकर (Maharashtra)
  - Triambkeshwar- त्र्यम्बकेश्वर (Maharashtra)
  - Mallikarjuna-मल्लिकार्जुन (Andhra Pradesh)
  - Vaidyanath-वैद्यनाथ (Jharkhand), deux autres sites situés dans les états d'Himachal Pradesh (Baijnath) et du Maharashtra (Vaijnath) réclament être les vrais temples abritant le jyotirlinga de Vaidyanath.
- Le Kailash Mansarovar Yatra / कैलाश मानसरोवर यात्रा, pèlerinage de la demeure de Shiva situé au Tibet.
  - Mont Kailash
  - Lac Manasarovar
  - Lac Rakshastal
- Les Sapta Sindhu / सप्त सिंधू, : les sept rivières sacrées de l'Inde.
  - L'Indus - सिन्धु
  - Le Gange - गङ्गा
  - La Yamuna - यमुना
  - La Narmada - नर्मदा
  - Le Godavari - गोदावरी
  - La Kaveri - कावेरी,
  - La Sarasvati - सरस्वती

- Le Bromo, un volcan sacré des hindouistes indonésiens sur l'île de Java dédié à Brahmâ
- Le mont Kailash (la demeure de Shiva) et le lac Manasarovar, tous deux situés au Tibet occidental, sont deux lieux de pèlerinage hindouistes très importants.

## Bouddhisme
- Lumbinî, naissance
- Bodh-Gaya, l'illumination
- Sârnâth , premier sermon
- Kusinara (maintenant Kusinâgar, Inde)

## Jaïnisme
- Ayodhyâ (Uttar Pradesh), qui a vu naître plusieurs Tirthankara, selon la tradition jaïne, Rishabha, Ajîta, Abhinandana, Sumati, Ananta, et qui a reçu la visite de Mahâvîra.
- Sammed Shikar (Bihar), où 20 Tirthankara sont parvenus à la libération du cycle des réincarnations.
- Girnar (Gujarat).
- Pavapuri (Bihar), où Mahâvîra est parvenu à la libération.
- Taranga (Gujarat).
- Shravanabelagola (Karnataka), avec la célèbre statue colossale de Bahubali.
- Le Mont Abu (Rajasthan).
- Shatrunjaya-Palitana (Gujarat), avec 863 temples répartis en 11 enceintes (basti) renfermant plusieurs édifices.
- Ranakpur (Rajasthan), avec le plus grand temple jaïn.
- Ellora (Maharashtra), avec ses grottes sculptées pour les ascètes.
- Chittor (Rajasthan), avec sa tour de la Renommée.
- Jaisalmer (Rajasthan).
- Jaipur (Rajasthan).
- Khajuraho (Madhya Pradesh), avec son groupe de temples jaïns.